# Aire d'attraction de Breteuil
L'aire d'attraction de Breteuil est un zonage d'étude défini par l'Insee pour caractériser l’influence de la commune de Breteuil sur les communes environnantes.

### Carte

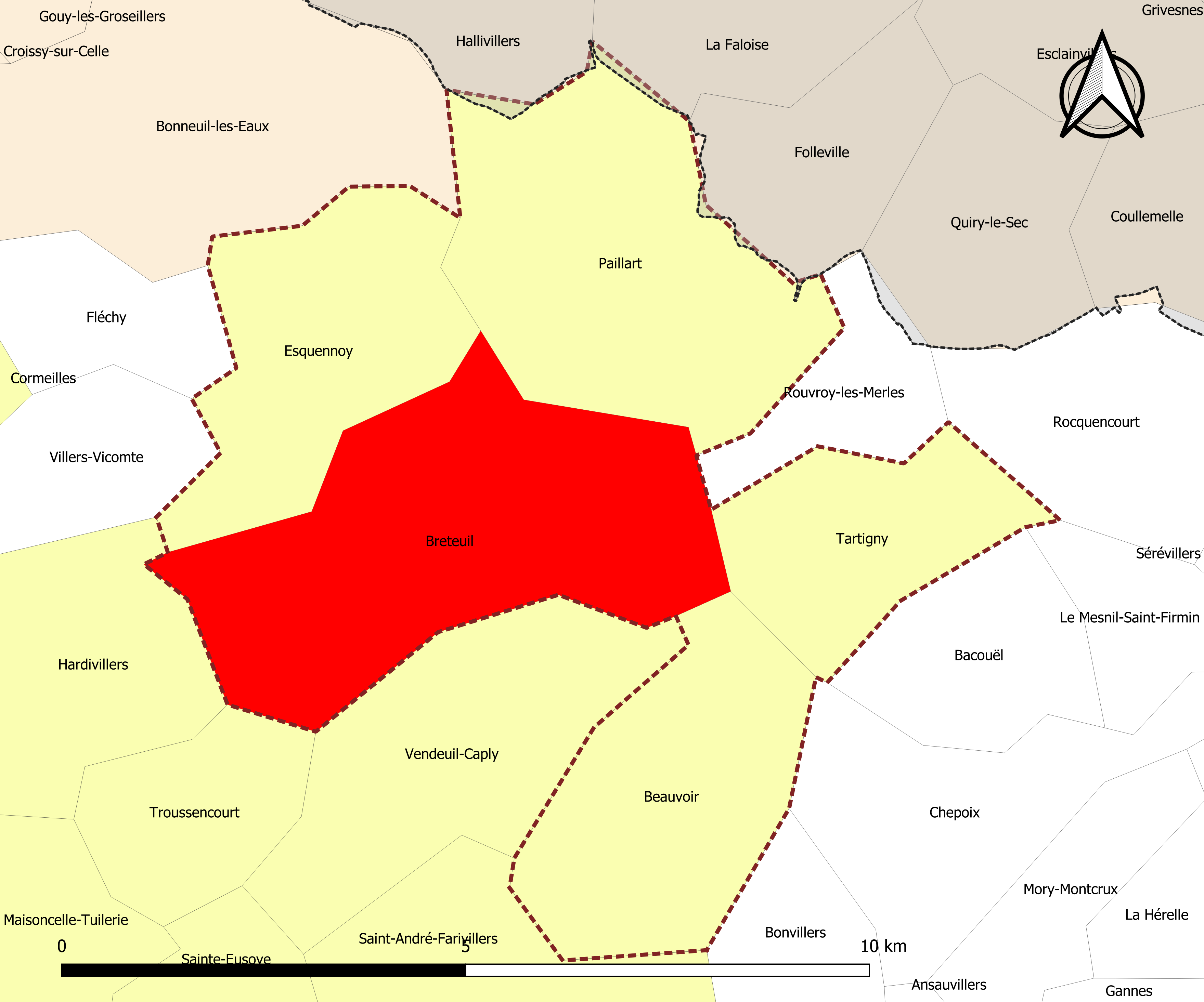
Carte de l'aire d'attraction de Breteuil.
Commune-centre
Commune de la couronne

## Définition
L'aire d'attraction d'une ville est composée d’un pôle, défini à partir de critères de population et d’emploi ainsi que d’une couronne constituée des communes dont au moins 15 % des actifs travaillent dans le pôle. Le pôle d’attraction constitue ainsi un point de convergence des déplacements domicile-travail,.

## Géographie
L’aire d'attraction de Breteuil est une aire intra-départementale qui comporte 5 communes dans l'Oise. 

### Composition communale
| Nom                       | Code Insee | Département | Statut                 | Superficie (km2) | Population (dernière pop. légale) | Densité (hab./km2) | Modifier                                    |
| ------------------------- | ---------- | ----------- | ---------------------- | ---------------- | --------------------------------- | ------------------ | ------------------------------------------- |
| Breteuil (commune-centre) | 60104      | Oise        | commune-centre         | 17,27            | 4 189 (2022)                      | 243                | modifier les données · modifier les données |
| Beauvoir                  | 60058      | Oise        | commune de la couronne | 10,27            | 224 (2022)                        | 22                 | modifier les données · modifier les données |
| Esquennoy                 | 60221      | Oise        | commune de la couronne | 9,79             | 735 (2022)                        | 75                 | modifier les données · modifier les données |
| Paillart                  | 60486      | Oise        | commune de la couronne | 14,18            | 572 (2022)                        | 40                 | modifier les données · modifier les données |
| Tartigny                  | 60627      | Oise        | commune de la couronne | 6,98             | 253 (2022)                        | 36                 | modifier les données · modifier les données |

## Démographie
Cette aire est catégorisée dans les aires de moins de 50 000 habitants, une catégorie qui regroupe 12,2 % de la population au niveau national,.